# Kościół Wniebowzięcia Najświętszej Maryi Panny w Lipianach
Kościół Wniebowzięcia Najświętszej Maryi Panny w Lipianach – rzymskokatolicki kościół parafialny w Lipianach, w powiecie pyrzyckim, w województwie zachodniopomorskim. Należy do dekanatu Lipiany archidiecezji szczecińsko-kamieńskiej. Mieści się przy ulicy Tadeusza Kościuszki.
Jest to budowla gotycka, salowa z przełomu XIII i XIV stulecia, wybudowana z granitowych ciosów i cegły, gruntownie przebudowana w 1863 roku w stylu neogotyckim. Składa się z prezbiterium, nawy, transeptu i wysokiej wieży. Fragmenty kamiennych murów dawnej świątyni zachowały się w ścianach prezbiterium. We wnętrzu znajdują się kolorowe sklepienia i gotycka rzeźba św. Piotra z XV stulecia. W wieży znajduje się tablica z 1990 roku upamiętniająca 50. rocznicę wielkiej deportacji przez NKWD Polaków z Kresów Wschodnich na Syberię